# Marco Simone (Guidonia Montecelio)
Marco Simone è una frazione del comune di Guidonia Montecelio, nel Lazio.

## Storia
Nata inizialmente come nucleo di poche abitazioni, si tratta di una frazione di recente sviluppo, appartenente al comune di Guidonia-Montecelio. Ubicata a ridosso del comune di Fonte Nuova (frazione di Santa Lucia), ha registrato un notevole aumento della popolazione residente negli ultimi anni, oltre che dei principali servizi commerciali.
Deve il suo nome a Marco di Simone, figlio del nobile romano Simone Tebaldi che nel 1457 acquista l’antica tenuta nella campagna romana.

## Monumenti e luoghi d'interesse

### Architetture religiose
- Chiesa di Santa Maria dell'Orazione, su via Anticoli Corrado.

Parrocchia eretta il 1º ottobre 1989 dal cardinale vicario Ugo Poletti ed inaugurata il 15 giugno 2002 da monsignor Cesare Nosiglia, vicegerente della diocesi di Roma. È situata su un territorio che apparteneva alla parrocchia di Santa Maria a Setteville. La chiesa è stata visitata il 16 marzo 2014 da papa Francesco.

### Architetture civili
- Castello di Marco Simone, risale circa all’anno 1000, nel 1547 Simon de’ Baldi e suo figlio Marco Simone lo trasformano dandole il nome.[3]

### Siti archeologici
- Villa di via Marco Simone, su via Marco Simone. Villa del II-I secolo a.C.

Villa con parte residenziale, rustica, termale e mausoleo, al km. 17.300 di via Palombarese.

### Aree protette
- Parco Regionale Archeologico Naturale dell'Inviolata.

### Sport
- È presente nella frazione il Marco Simone Golf Club, centro sportivo sito sulla via omonima. Luogo di vari eventi sportivi durante l'anno, anche internazionali, è generalmente frequentato da molti appassionati di golf.